# Trevos
TREVOS, a.s., je největší český výrobce průmyslových svítidel. Společnost TREVOS byla založena v roce 1990.[zdroj?] V roce 1999 se transformovala na akciovou společnost.[zdroj?] Výrobní areál i sídlo se nacházejí ve městě Turnov v Českém ráji. Na počátku své existence dodával TREVOS svítidla pouze subjektům v rámci českého trhu. Později se cílovým trhem stala celá Evropa. Aktuálně[kdy?] je společnost silně exportně orientovaná. V roce 2018 bylo zhruba 70 % produkce určeno na export do 63 zemí po celém světě.[zdroj?]

## Historie
Společnost TREVOS byla založena v roce 1990 v tehdejším Československu ve městě Semily.[zdroj?] Firma se zaměřovala na provádění elektroinstalací, revize elektrických zařízení a na obchodní činnost. V roce 1994 byla spuštěna sériová výroba průmyslových svítidel pro všestranné použití.[zdroj?] V roce 1995 společnost zúžila svoji specializaci na zářivková svítidla z odolných termoplastů a v dalších letech průběžně navyšovala výrobní kapacity. V roce 2006 došlo v rámci optimalizace výroby k přesunu montáží, skladů a obchodního oddělení ze Semil do Turnova.[zdroj?] V roce 2019 společnost přezvali bratranci Michal a Radek Opočenští.

## Instalace
Mezi nejexponovanější instalace svítidel dodané společností TREVOS, a.s., patří:[zdroj?]
- Olympijský stadion v Londýně
- Letiště Václava Havla Praha
- Letiště Düsseldorf
- Letiště Tallinn
- Hôtel de Crillon v Paříži
- Hlavní nádraží ve Vídni
- Burj Al Salam Tower v Dubaji
- StandPoint Towers v Dubaji
- Lyžařský skokanský můstek v Tehvandi Sports Center v Otepää v Estonsku.
- Pěší přístavní koridor v Tallinnu
- AFI Palace v Pardubicích

## Pokusy o ovládnutí firmy pomocí padělaných dokumentů
Jméno společnosti TREVOS bylo opakovaně skloňováno v českých sdělovacích prostředcích v souvislosti s řadou insolvenčních návrhů, které na ni byly podány na základě zfalšovaných dokumentů a podpisů. Celkem TREVOS do konce roku 2017 čelil šesti insolvenčním návrhům. V rámci jednoho takového návrhu existovala snaha firmu zcela ovládnout. Mezi společnostmi specializujícími se na osvětlovací techniku přitom nejde v České republice o ojedinělou událost. Podobným hrozbám čelila i společnost Hormen CE či Halla. V kauzách vystupovala řada fiktivních zahraničních osob, jakožto i mladík s trvalým bydliště na radnici v Sedlčanech, jehož firma byla podepsaná pod insolvenčními návrhy na všechny tři výše zmíněné společnosti.

## Návštěva prezidenta ČR
V roce 2017 navštívil TREVOS český prezident Miloš Zeman. V rámci návštěvy symbolicky převzal jako dar patnáctimilionté svítidlo vyrobené společností TREVOS. Jiří Opočenský, spolumajitel firmy a držitel titulu Podnikatel roku v Libereckém kraji za rok 2016, při návštěvě požádal prezidenta, zda by v souvislosti s těmito insolvenčními návrhy, které firma považuje za šikanózní, nezvážil intervenci především u policie. Zeman odpověděl, že sice nemůže nařizovat policii, jak má v kterých případech postupovat. Přislíbil ale, že o záležitosti informuje policejního prezidenta Tomáše Tuhého.